# Michael Tambak
Michael Tambak (Maastricht, 1 januari 1992) is een Nederlands voetballer die als aanvaller speelt.

## Loopbaan
In het seizoen 2011/2012 kwam hij uit voor MVV Maastricht. Hij maakte zijn debuut in het betaald voetbal in de wedstrijd tegen Almere City FC. Van medio 2013 tot einde 2014 speelde hij voor Patro Eisden Maasmechelen. De eerste helft van 2015 kwam hij uit voor White Star Brussel. Hierna speelde Tambak voor KVK Wellen (2015/16), Spouwen-Mopertingen (2016/17), KFC Helson Helchteren (2017/19) en Park FC Houthalen (2019/20). Vanaf medio 2020 komt hij uit voor SV Herkol.